# بخش السا
بخش السا (به اسپانیایی: Alca District) یک سکونتگاه مسکونی در پرو است که در منطقه ارکیپا واقع شده‌است.

## خصوصیات
بخش السا ۱۹۳٫۴۲ کیلومترمربع مساحت و ۲٬۲۶۳ نفر جمعیت دارد و ۲٬۷۵۰ متر بالاتر از سطح دریا واقع شده‌است.